# 北本市
北本市（きたもとし）は、埼玉県の県央部に位置する市。人口は約6万5千人。1971年（昭和46年）市制施行。
明治時代、北足立郡には2か所の本宿村があり、不都合だったため北にある本宿村を北本宿村とした。その後、1959年（昭和34年）の町制施行時に語呂が長いとして「北本町」となったのが「北本」の地名の由来とされている。

## 地理
- 河川: 荒川、江川

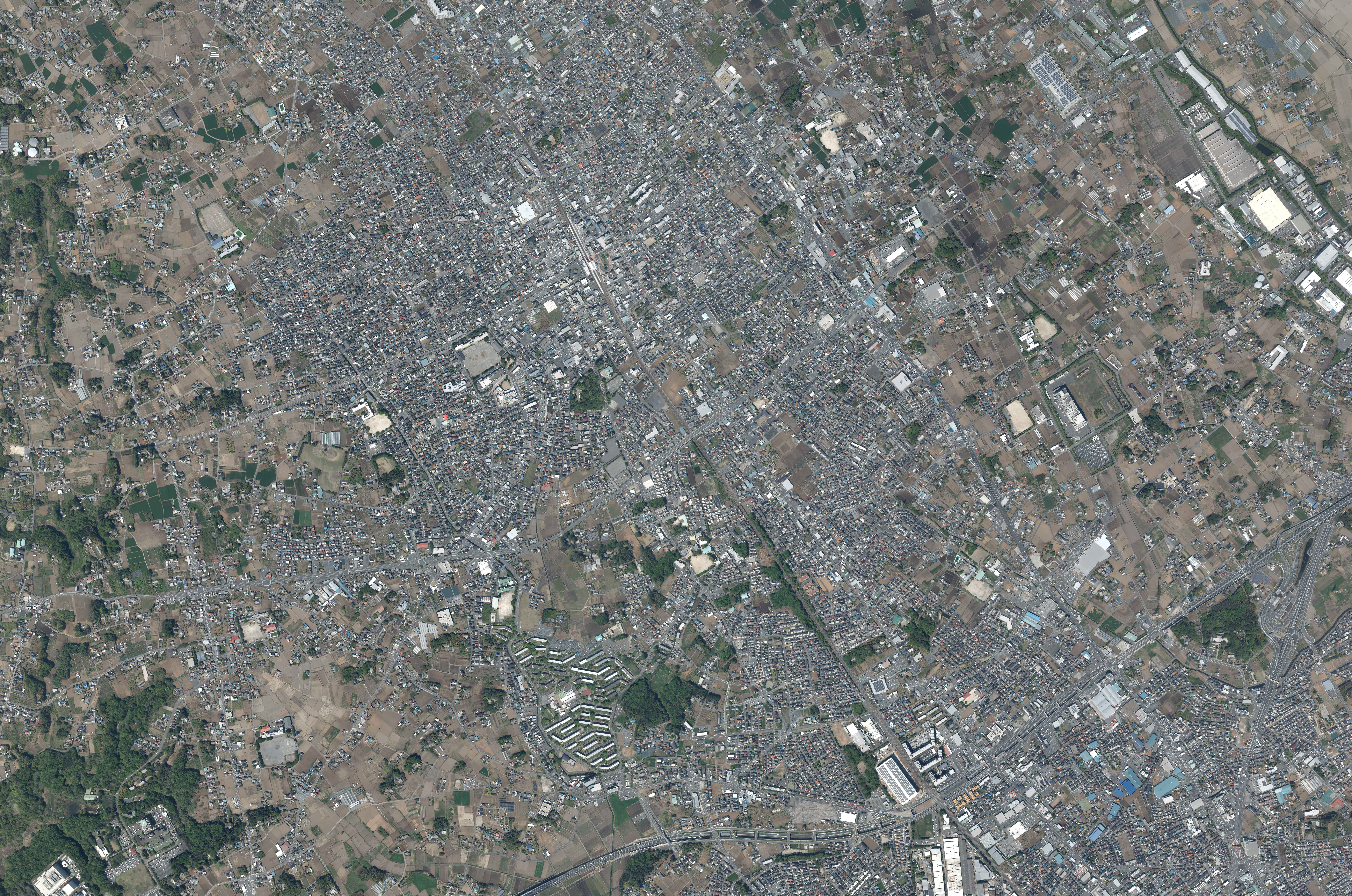
北本市中心部周辺の空中写真。2021年4月15日撮影の6枚を合成作成。。

  - この他、赤堀川も市の東部をわずかに掠めている。

### 隣接自治体との関係
鴻巣市
北部および東部で接している。鴻巣市が本市東部を覆うような形で接している。高崎線や国道17号、旧中山道（埼玉県道164号鴻巣桶川さいたま線）などで結ばれており、また、北本駅が鴻巣市境に近接している為、住宅地や市街地が一部市境にまたがって存在するほか、鴻巣市に所在する鴻巣警察署の管轄内であり、電話番号の単位料金区域でも同じ熊谷MAに属し市内扱いであるなど、北本市にとって最も密接な市である。鴻巣市の南西部および南東部（常光地区）の住民は北本駅を利用、北本市北部（深井地区など）の住民は鴻巣駅を利用することがある。また、鴻巣市のコミュニティバス「フラワー号」の馬室コース・常光コースが北本駅まで乗り入れており、北本市内にもバス停が設置されている。なお、現在の鴻巣の街の基となった鴻巣宿は現在の北本市域から移設されたものである。
桶川市
南部で接している。高崎線や国道17号、旧中山道（埼玉県道164号鴻巣桶川さいたま線）などで結ばれている。本市南部（二ツ家地区など）の住民は桶川駅を利用することがある。
比企郡吉見町
西部で接している。市町境の荒川に荒井橋および高尾橋（冠水橋）が架橋されている。
比企郡川島町
南西部で接している。荒川で隔てられており、本市と川島町を直接結ぶ道路が存在しない為、移動には吉見町または桶川市を経由する必要がある。

### 地理と災害
住宅情報誌『SUUMO』が2020年10月に発表した「災害に強い街」ランキングで、北本市は1都3県の184市区のうち3位であった。この順位は公益財団法人の地盤工学会関東支部が、自然災害発生頻度と被害人口に、ハード・ソフト対策の充実度を掛け合わせ算出した、自然災害に対する独自のリスク指標「GNS」に基づいており、北本市が大宮台地にあり、地盤が固く標高が比較的高いことが高順位の要因にあげられている。一方、浄水関係施設の耐震化率などのライフラインが他市より劣っていることがGNSで判明したため、市は改善を検討しているという（1位は所沢市、2位は和光市）

## 歴史

### 沿革

北本町の町制施行祝賀パレード。北本中学校の校庭にて。

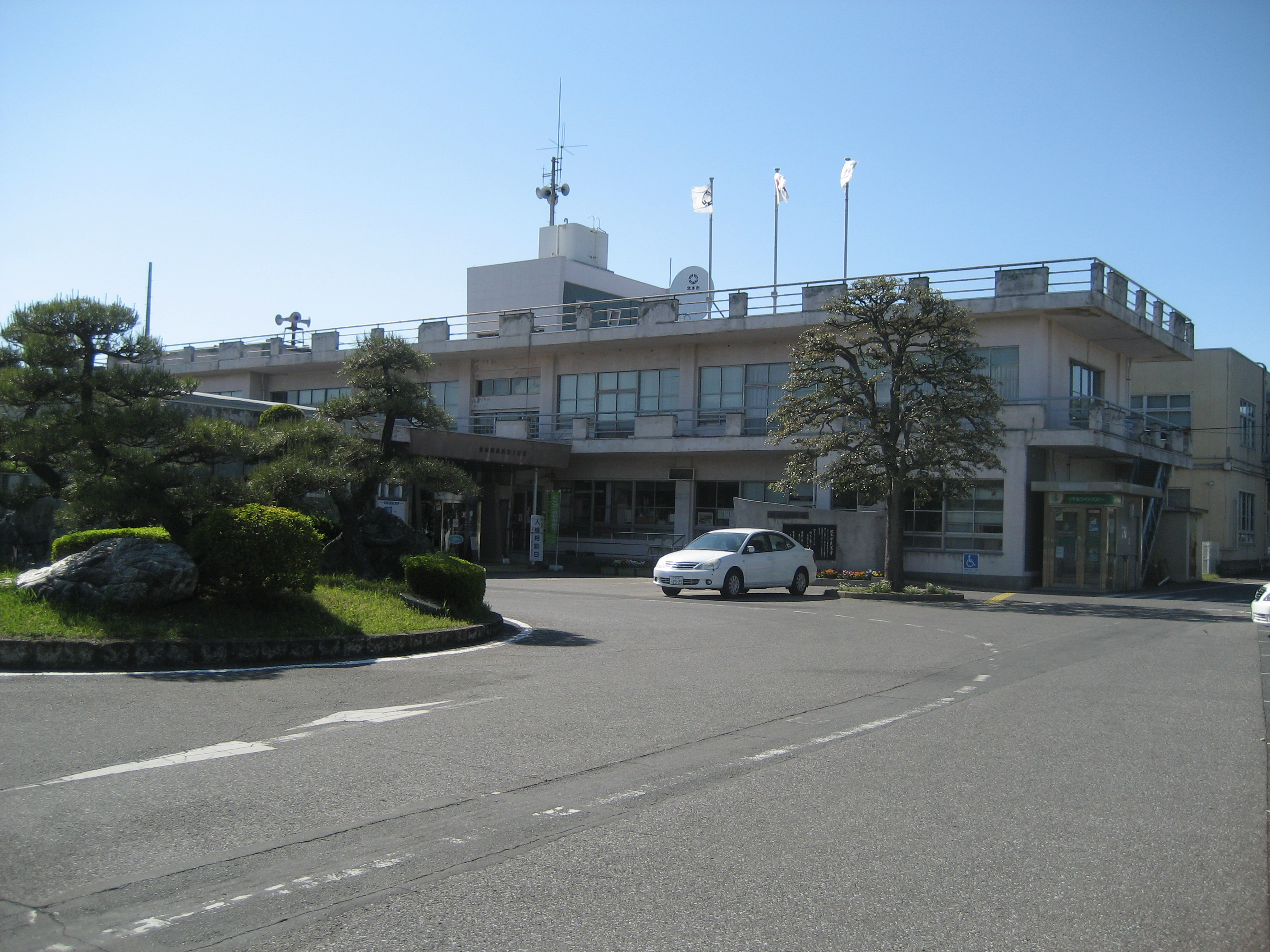
北本市役所旧庁舎

- 1869年（明治2年）1月28日 (旧暦) - 武蔵知県事・宮原忠治の管轄区域をもって大宮県が発足（県庁は日本橋馬喰町）。
- 1869年（明治2年）9月29日 (旧暦) - 県庁が浦和に移転し、大宮県から浦和県に改称。
- 1871年（明治4年）11月14日 (旧暦) - 浦和県・忍県・岩槻県の3県が合併して埼玉県が誕生。
- 1879年（明治12年） - 足立郡の区域をもって行政区画としての北足立郡が発足。郡役所は浦和宿に設置。
- 1889年（明治22年）4月1日 - 町村制施行。東間村・北本宿村・深井村・山中村・古市場村・北中丸村・常光別所村・花ノ木村が合併し、中丸村になる。下石戸上村・下石戸下村・石戸宿村・荒井村・高尾村が合併し、石戸村になる。
- 1943年（昭和18年）2月11日 - 中丸村と石戸村が合併、北足立郡北本宿村（きたもとじゅくむら）になる[3][4]。
- 1959年（昭和34年）11月3日 - 町制施行に伴い、名称変更。北本宿村から北本町になる。
- 1965年（昭和40年）8月1日 - 町章[5]が制定される。
- 1971年（昭和46年）11月3日 - 市制施行。

### 市名の由来と経緯

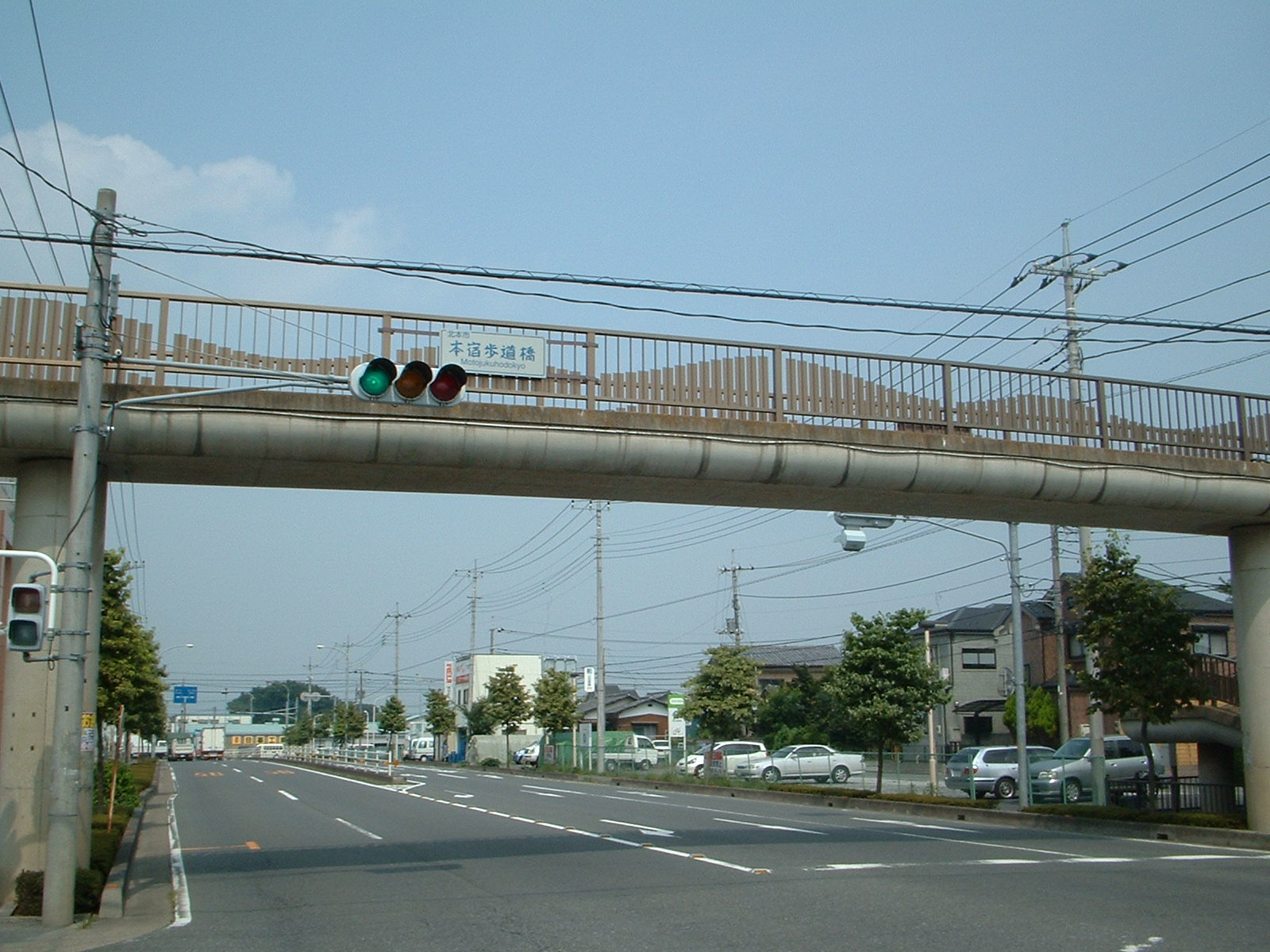
本宿歩道橋

- 中山道の宿場・鴻巣宿が1602年（慶長7年）に市宿新田（現在の鴻巣市）に移転し[6][7]、以後本（元）鴻巣村と呼ばれるようになった。それが転じて本（元）宿村となる。明治時代に入り、同一郡内に本（元）宿村がもう一つ存在（現・さいたま市桜区南元宿）したため、北本宿村に改められた[8]。1889年（明治22年）に周辺村との合併により中丸村となり、旧北本宿村は中丸村大字北本宿となった[9]。
- その後、1928年（昭和3年）に高崎線の本宿信号場が駅に昇格した際に、所在地が大字北本宿であることから北本宿駅となり、1943年（昭和18年）に中丸村と石戸村が合併した際に、両村の最寄り駅である北本宿駅の名を採り、北本宿村が成立した。
- 1959年（昭和34年）の町制施行と同時に自治体名を改称し、北本宿の宿を抜いて北本とした。旧中山道本宿交差点にある北本宿の碑や一部の地名辞典などで江戸時代の宿場町と記されるなど、北本という宿場があったかのような誤解が生じる要因となっている。
- 1971年（昭和46年）の市制施行に先駆け、町内を発祥の地とし、信仰の拠点を置く解脱会関係者を中心として解脱市として市制施行する提案がなされたが実現せず、北本のまま市制施行し現在に至る。

### 北本町成立までの経過
北本宿村が町制施行と改称を経て北本町となるまでの経過については、資料により記載内容が異なる。
北本宿村の廃止日を11月3日とするもの
11月3日に北本宿村が町制施行して北本宿町となり、即日改称して北本町となったという記述である。これは埼玉県の告示や官報、現北本市の例規などに記載されている。
北本宿村の廃止日を10月31日とするもの
まず10月31日に北本宿村が改称し北本村となり、その後11月3日に町制施行して北本町となったという記述である。これは複数の地名辞典などに記載されている。

## 人口
2004年に総人口が70,719人となってピークを迎えた。それ以降は年々減少傾向にある。2024年現在6万5千人の市となっている。消滅可能性都市の一つに挙げられている。
| |                                        |  |
| 北本市と全国の年齢別人口分布（2005年） | 北本市の年齢・男女別人口分布（2005年） |  |
| ■紫色 ― 北本市 ■緑色 ― 日本全国 | ■青色 ― 男性 ■赤色 ― 女性              |  |
| 北本市（に相当する地域）の人口の推移 \| 1970年（昭和45年） \| 31,699人 \| \| \| 1975年（昭和50年） \| 46,632人 \| \| \| 1980年（昭和55年） \| 50,888人 \| \| \| 1985年（昭和60年） \| 58,114人 \| \| \| 1990年（平成2年） \| 63,929人 \| \| \| 1995年（平成7年） \| 69,929人 \| \| \| 2000年（平成12年） \| 69,524人 \| \| \| 2005年（平成17年） \| 70,126人 \| \| \| 2010年（平成22年） \| 68,884人 \| \| \| 2015年（平成27年） \| 67,409人 \| \| \| 2020年（令和2年） \| 65,201人 \| \| |                                        |  |
| 総務省統計局 国勢調査より |                                        |  |
| 1970年（昭和45年） | 31,699人                               |  |
| 1975年（昭和50年） | 46,632人                               |  |
| 1980年（昭和55年） | 50,888人                               |  |
| 1985年（昭和60年） | 58,114人                               |  |
| 1990年（平成2年） | 63,929人                               |  |
| 1995年（平成7年） | 69,929人                               |  |
| 2000年（平成12年） | 69,524人                               |  |
| 2005年（平成17年） | 70,126人                               |  |
| 2010年（平成22年） | 68,884人                               |  |
| 2015年（平成27年） | 67,409人                               |  |
| 2020年（令和2年） | 65,201人                               |  |

### 人口動態概要
2024年現在約6.5万人となっており1990年(平成2年)の人口とほぼ同じ水準である。北本市の人口変遷を見ると、1950年時点では1.3万人ほどの人口に過ぎなかったが,首都圏の拡大により人口増加が続き1995年には約5倍,7万人の人口を抱えるまでに成長した。近年は都心回帰の流れもあり2005年の国勢調査をピークに人口減少が続いている。
| 実施年 | 北本市人口(人) | 北本市増加数(人) | 北本市増加率(%) | 国内増加率(%) |
| ------ | -------------- | ---------------- | --------------- | ------------- |
| 1950年 | 13,457         | -                | -               | -             |
| 1955年 | 14,263         | 806              | 6.0             | 7.3           |
| 1960年 | 15,483         | 1,220            | 8.6             | 4.6           |
| 1965年 | 20,576         | 5,093            | 32.9            | 5.2           |
| 1970年 | 31,699         | 11,123           | 54.1            | 5.5           |
| 1975年 | 46,632         | 14,933           | 47.1            | 7.9           |
| 1980年 | 50,888         | 4,256            | 9.1             | 4.6           |
| 1985年 | 58,114         | 7,226            | 14.2            | 3.4           |
| 1990年 | 63,929         | 5,815            | 10.0            | 2.1           |
| 1995年 | 69,929         | 6,000            | 9.4             | 1.6           |
| 2000年 | 69,524         | 405              | 0.6             | 1.1           |
| 2005年 | 70,126         | 602              | 0.9             | 0.7           |
| 2010年 | 68,884         | 1,242            | 1.8             | 0.2           |
| 2015年 | 67,409         | 1,475            | 2.1             | 0.8           |
| 2020年 | 65,201         | 2,208            | 3.3             | 0.8           |

## 行政

### 市長
- 三宮幸雄（2019年5月1日就任、2期目）

#### 歴代市長
- 斎藤隆
- 大護俊英
- 新井馨
- 加藤高
- 石津賢治
- 現王園孝昭

### 広域行政
一部事務組合
- 埼玉中部環境保全組合 : 鴻巣市（吹上地区を除く）・吉見町とともに、吉見町大串にてごみ処理を行っている。また、今後は、鴻巣市郷地に新施設を建設し、鴻巣市吹上地域を含む2市1町で使用する方針。
- 北本地区衛生組合 : 鴻巣市、久喜市（旧南埼玉郡菖蒲町の区域）、吉見町とともにでし尿処理を行っている。
- 埼玉県央広域事務組合 : 鴻巣市、桶川市とともに消防、火薬類取締法・液化石油ガス法・高圧ガス保安法に基づく事務（埼玉県央広域消防本部）、火葬場・葬祭場（県央みずほ斎場）運営を行っている。

地方公営企業
- 桶川北本水道企業団 : 桶川市とともに上水道事業及び下水道使用料徴収業務を行っている。

協議会
- 埼玉県央地域まちづくり協議会：鴻巣市、上尾市、桶川市、北本市、伊奈町で構成している。

### 消防
- 埼玉県央広域消防本部（本部は鴻巣市）
  - 北本消防署
    - 北本東分署
- 北本市消防団

### 警察
- 鴻巣警察署（鴻巣市）
  - 北本交番 （本宿2丁目8番地）
  - 北本駅前交番 （中央2丁目172番地）
  - 二ツ家交番 （二ツ家1丁目380番地2）

## 議会

### 衆議院
- 選挙区：埼玉6区（鴻巣市、上尾市、桶川市、北本市）
- 任期：2024年10月27日 - 2028年10月26日
- 当日有権者数：412,325人
- 投票率：51.54％

| 当落 | 候補者名   | 年齢 | 所属党派     | 新旧別 | 得票数    | 重複 |
| ---- | ---------- | ---- | ------------ | ------ | --------- | ---- |
| 当   | 大島敦     | 67   | 立憲民主党   | 前     | 104,836票 | ○    |
|      | 中根一幸   | 55   | 無所属       | 前     | 50,425票  |      |
|      | 秋山もえ   | 48   | 日本共産党   | 新     | 24,735票  |      |
|      | 細谷美恵子 | 64   | 日本維新の会 | 新     | 24,341票  | ○    |

## 経済

### 企業
- エー・アンド・デイ - 開発・技術センター
- コベルコマテリアル銅管
- SUBARU - 群馬製作所北本工場（旧・埼玉製作所）
- トヤマ楽器製造 - 工場
- 三菱マテリアル - 非鉄材料技術研究所

### 農業
- さいたま農業協同組合

### ホテル
- ザ・セレクトン北本駅前
- 北本天然温泉　ハナホテル北本

## 姉妹都市・提携都市

### 国内
- 福島県河沼郡会津坂下町
  - 1992年10月19日姉妹都市提携

## 地域

### 郵便
郵便番号は市内全域が上三桁は364。
- 北本郵便局（市内全域の集配を担当）

### 健康
- 平均年齢：40.3歳（男 = 39.6歳、女41.0歳）

### 施設
県の施設

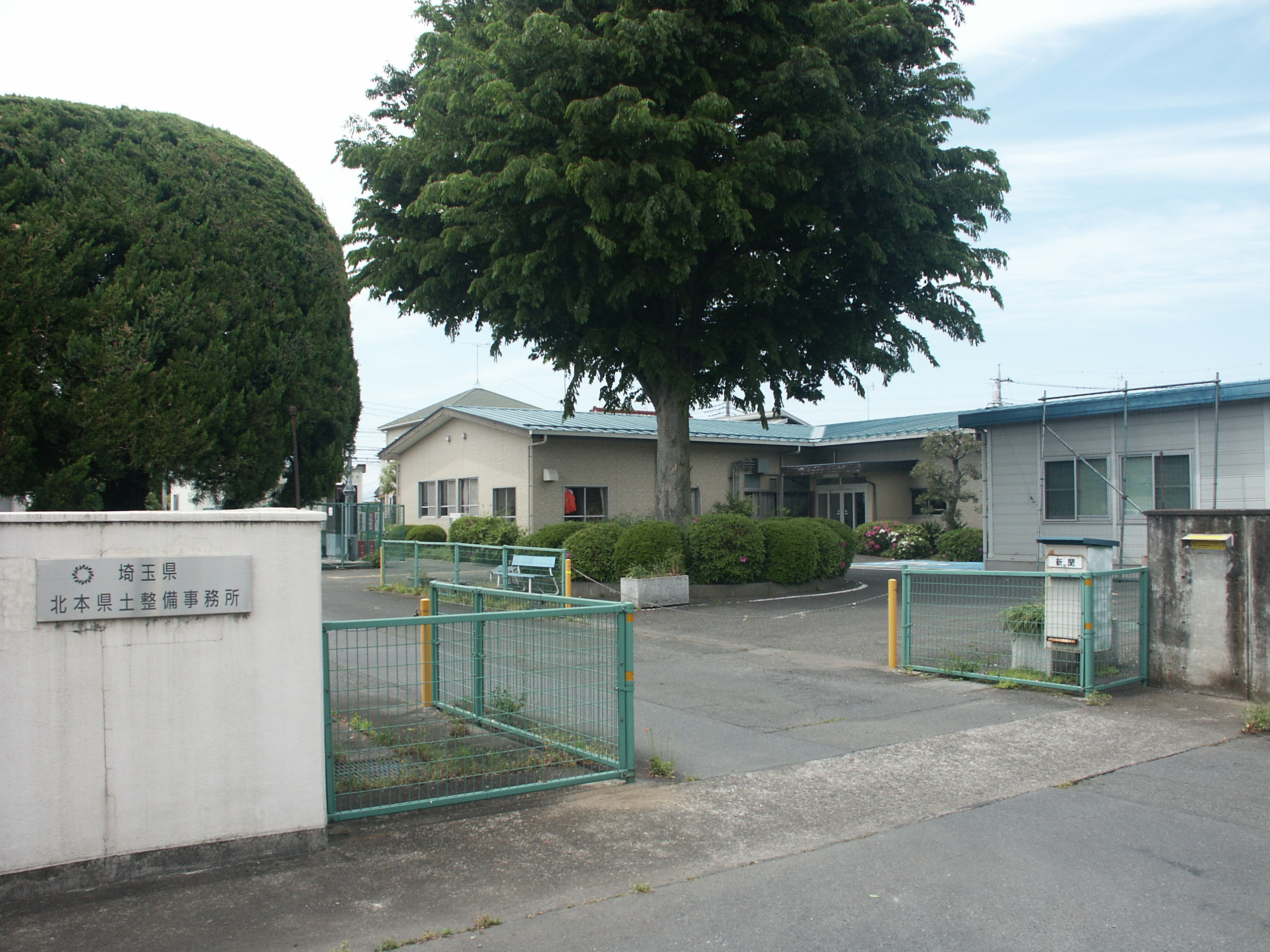
北本県土整備事務所

- 北本県土整備事務所 - 上尾市、桶川市、北本市、鴻巣市、北足立郡伊奈町の4市1町の県道・県が管理する国道・県営公園の建設および管理、河川の改修および管理、建築確認（鴻巣市、桶川市、北本市、北足立郡伊奈町）、開発許可（北足立郡伊奈町）を行う。
- 埼玉県自然学習センター
  - 北本自然観察公園

市の施設
- 体育センター
- 野外活動センター
- 健康増進センター
- 知的障害者通所授産施設あすなろ学園
- 心身障害児通園訓練施設こども療育センター
- 総合福祉センター
- 市民交流プラザ
- 中央公民館
- 中央図書館
- 南部学習センター（南部公民館）
- 中央地域学習センター（東部公民館）
- 西部学習センター（西部公民館）
- 東間深井学習センター（北部公民館）
- 中丸学習センター（中丸公民館）
- 公団地域学習センター（学習センター）
- 東地域学習センター（勤労福祉センター）

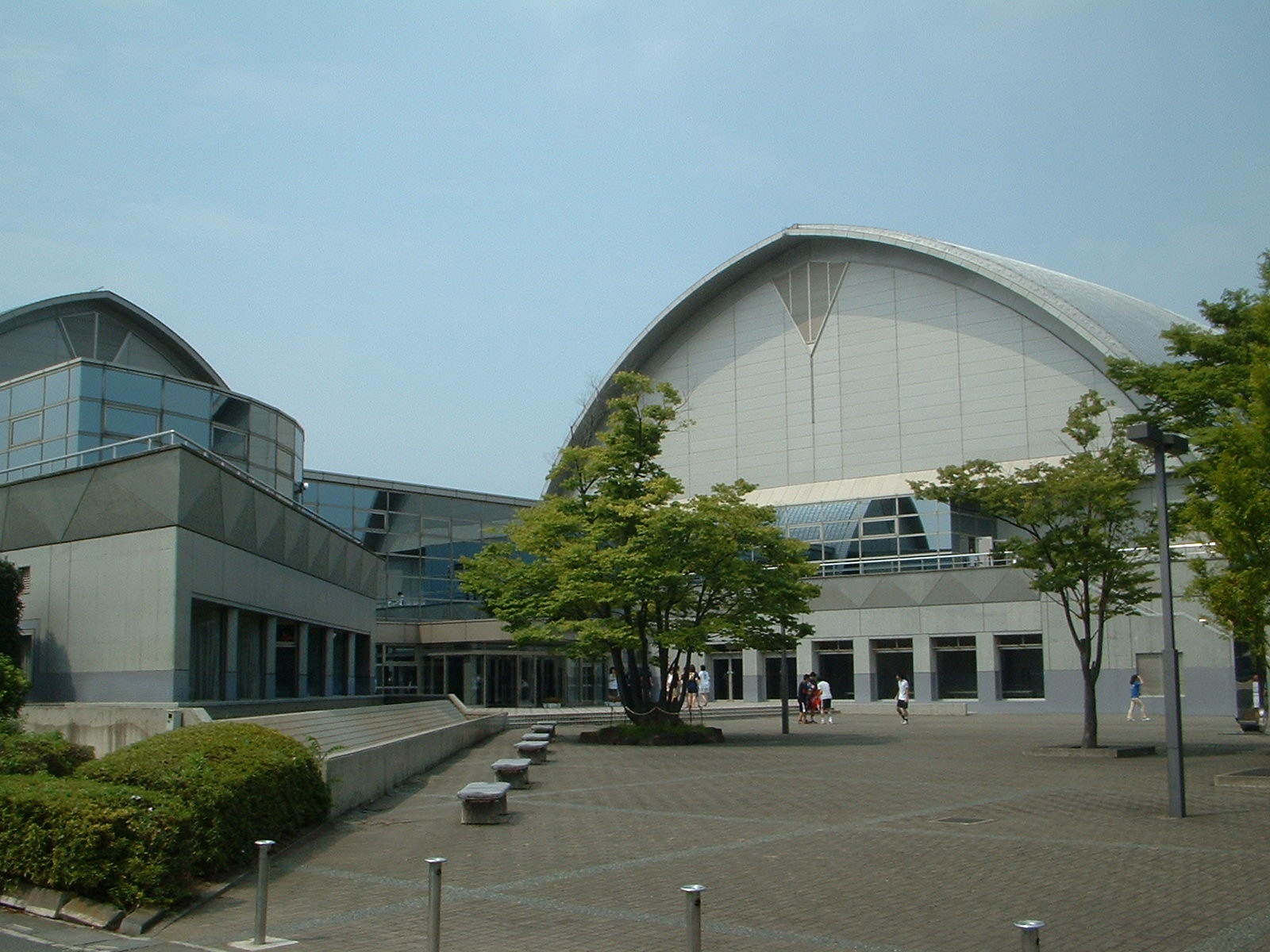
体育センター

- 本町西高尾学習センター（コミュニティセンター）
- 児童館
- 本宿子育て支援センター
- 北本駅子育て支援センター

### 公園
- 北本総合公園

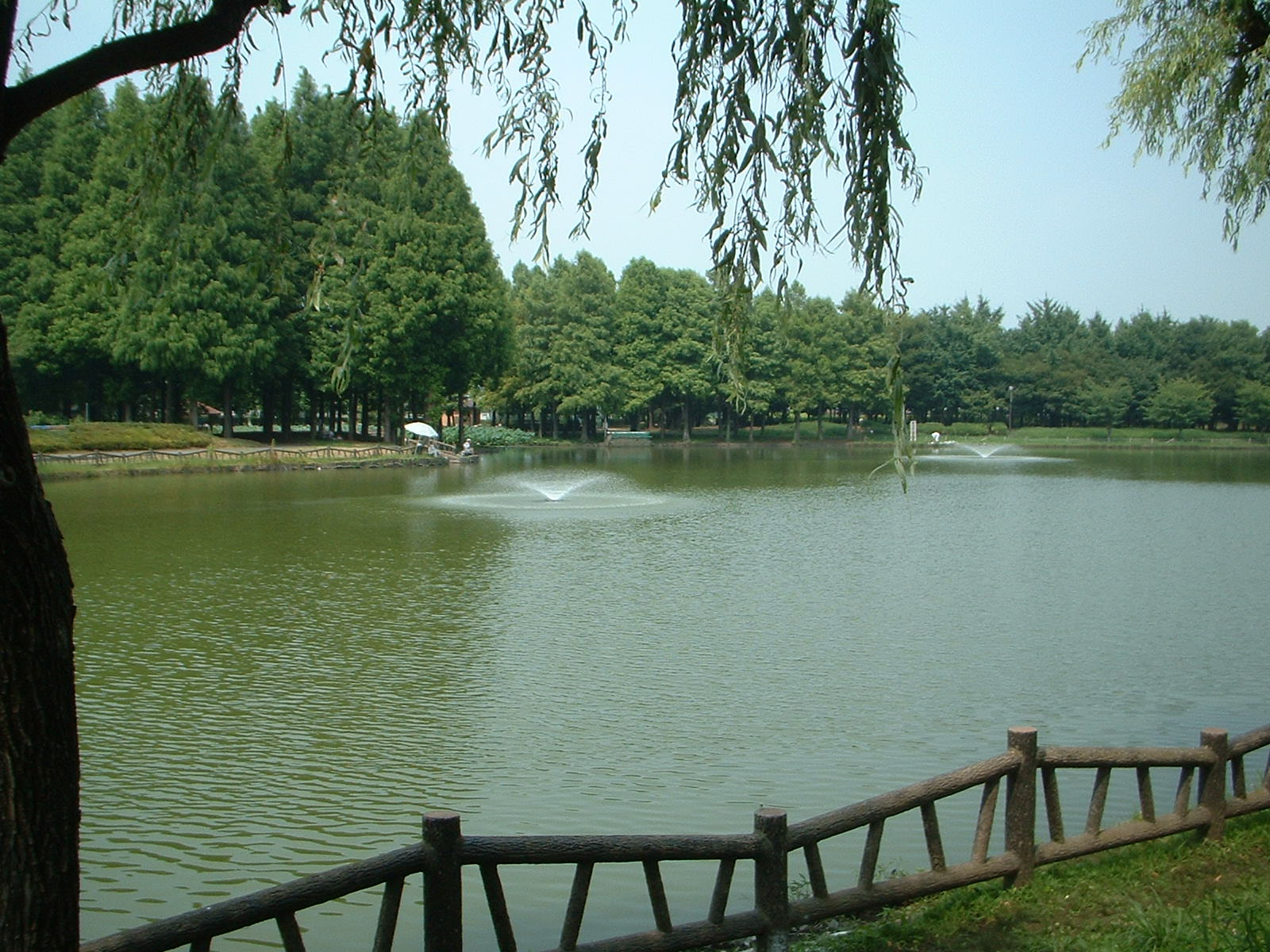
北本総合公園

- 北本中央緑地 - 高崎線沿線で唯一の雑木林
- 宮内緑地公園
- 中丸緑地公園
- 自然観察公園
- 北本水辺プラザ公園
- 高尾さくら公園
- 子供公園
- 天神下公園

　中丸公園

### 教育
幼稚園
- 森の詩幼稚園
- 石戸幼稚園
- 北本中央幼稚園
- 北本東幼稚園
- 北本みなみ幼稚園
- 北本幼稚園
- せきね幼稚園
- ふじ幼稚園
- みなみ第二幼稚園

保育所
- 北本市立栄保育所
- 北本市立中央保育所
- 北本市立東保育所
- 北本市立深井保育所
- 共同保育所
- 中丸保育園
- 鈴や保育室
- 高尾保育園

小学校
- 北本市立石戸小学校
- 北本市立北小学校
- 北本市立中丸小学校
- 北本市立中丸東小学校
- 北本市立西小学校
- 北本市立東小学校
- 北本市立南小学校

中学校
- 北本市立北本中学校
- 北本市立西中学校
- 北本市立東中学校
- 北本市立宮内中学校

専修学校
- 北里大学看護専門学校

高等学校
- 埼玉県立北本高等学校

### 電話番号
市外局番は市内全域「048」。市内局番が「5XX」の地域との通話は市内通話料金で利用可能（熊谷MA）。収容局は鴻巣局、鴻巣北本局。「5xx」から始まる市内局番は本市のほか、鴻巣市、行田市、羽生市、熊谷市、深谷市、大里郡寄居町で使用されている。

## 交通

### 鉄道路線

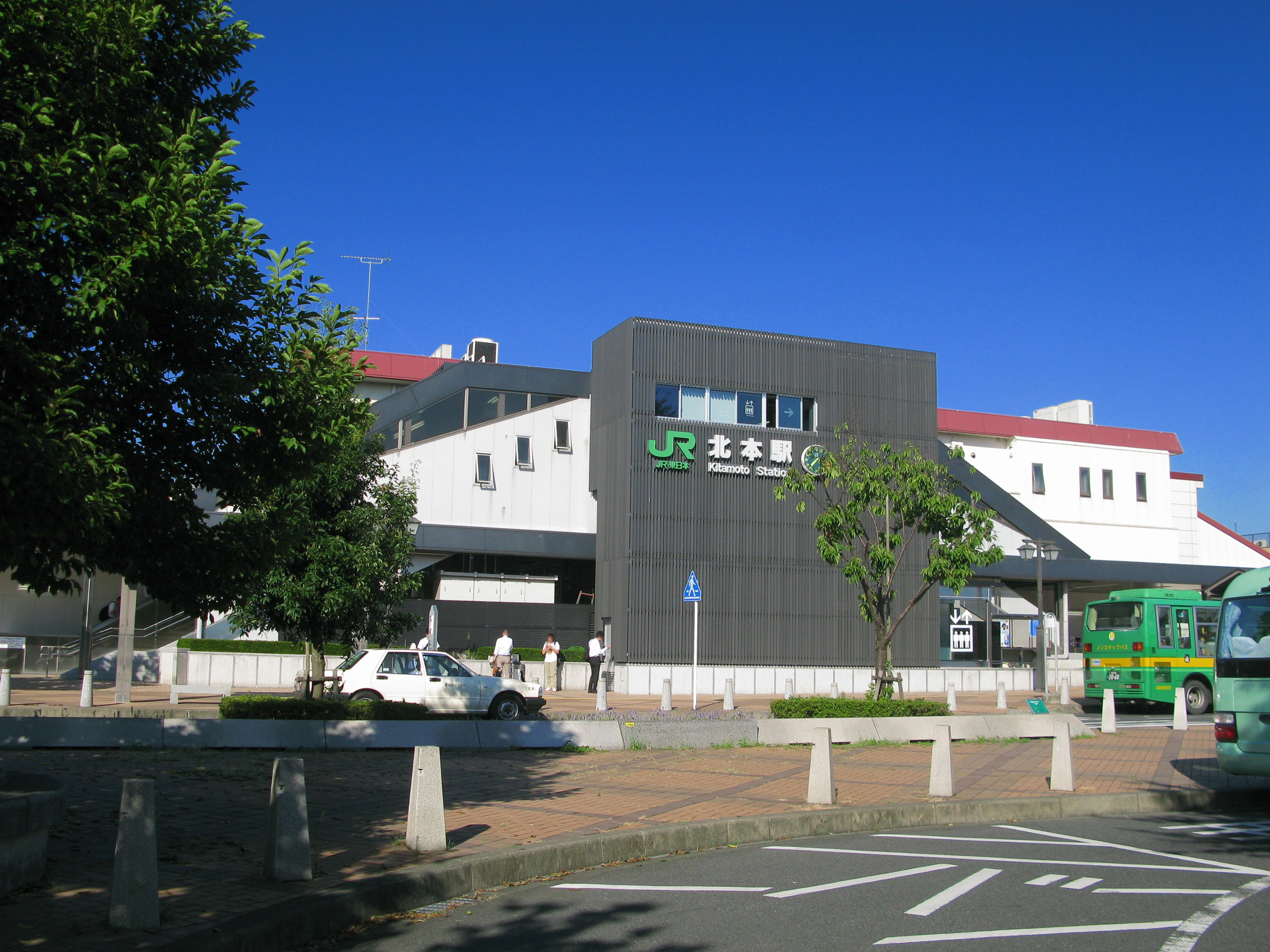
北本駅（東口）

東日本旅客鉄道（JR東日本）
 高崎線・■上野東京ライン・ 湘南新宿ライン
- 北本駅

北本駅 - 桶川駅間の二ツ家地区（圏央道予定区間の交点付近）に新駅を設置する計画（請願駅）があり、財政負担が大きいことから計画の是非を市民に問う住民投票が2013年12月15日に実施されたものの、反対票が賛成票を大幅に上回ったため北本市は計画を撤回し、JR東日本への要望書提出は行わないことになった。

### バス
路線バス
- 川越観光バス（森林公園営業所）
  - 北本駅西口 - 北本団地
  - 北本駅西口 - 北里メディカルセンター - 石戸蒲ザクラ
  - 北本駅東口 - ワコーレ北本 - 桶川工業団地 - 北本駅東口
  - 桶川駅西口 - けやき団地 - 北里メディカルセンター

- 国際興業バス
  - 深夜中距離バス「ミッドナイトアロー」上尾・鴻巣
    - 停留所：二ツ家 - 北本駅入口

- 丸建つばさ交通「けんちゃんバス」
  - 北本駅東口 - グリコ工場 - 二ツ家 - 北本駅東口
  - 北本駅東口 - 宮内２丁目 - 深井 - 東間４丁目 - 北本駅東口
  - 北本駅西口 - 南団地 - 二ツ家 - 北本駅東口

コミュニティバス
北本市ではコミュニティバスの運行は行っていないが、隣接自治体のコミュニティバスの一部路線が北本市内を経由している。
- 鴻巣市コミュニティバス「フラワー号」
  - 馬室コース（鴻巣駅西口 - 馬室 - 松原 - 北本駅西口）
北本駅西口まで乗り入れており、北本市内の西高尾地区にもバス停が設置されている。
  - 常光コース（鴻巣駅東口 - 常光 - 北本駅東口）
北本駅東口まで乗り入れており、北本市内の宮内地区・北本地区にもバス停が設置されている。

- 桶川市市内循環バス「べにばなGO」
  - 東西循環コース
北本市南部を経由しており、北本市内の下石戸上地区にもバス停が設置されている。

- かつては吉見町の循環バスも乗り入れていたが、北本市内乗り入れの有無を問わず全路線が廃止された。

### 道路
高速道路
圏央道が市内南部を通過しているが、市内にはインターチェンジは設置されていない。隣接する桶川市内に桶川北本ICと桶川加納ICが設置されている。
そのほか、首都高速埼玉大宮線与野出入口、関越道東松山IC、東北道久喜IC・加須ICなどの利用も上げられる。
加えて、将来新大宮上尾道路が建設され、市内にもインターチェンジが設置される予定。
一般国道
- 国道17号（大宮バイパス）

県道
- 主要地方道
  - 埼玉県道33号東松山桶川線
  - 埼玉県道57号さいたま鴻巣線

- 一般県道
  - 埼玉県道135号北本停車場線
  - 埼玉県道164号鴻巣桶川さいたま線（旧中山道）
  - 埼玉県道311号蓮田鴻巣線
  - 埼玉県道312号下石戸上菖蒲線

主な市道
- ゆりのき通り（125号・4161号） - メディカルセンター入口交差点（埼玉県道57号さいたま鴻巣線交点）から1,285m。北里大学メディカルセンター建設時、3本のユリノキが伐採されずに残されたことに因む。同病院の建設に尽力した北里大学特別栄誉教授の大村智の功績を讃えて愛称が付けられることとなり、依頼を受けた大村本人が命名した[14]。

## PR
- とまちゃん - 北本市のゆるキャラ
- 真っ赤な誘惑北本トマトカレー - 名産のトマトを使ったご当地グルメ。

## 名所・旧跡・観光スポット・祭事・催事
- 石戸城跡
- 東光寺
  - 石戸蒲ザクラ - 日本五大桜
- 城ヶ谷堤 - 桜の名所
- 阿弥陀堂

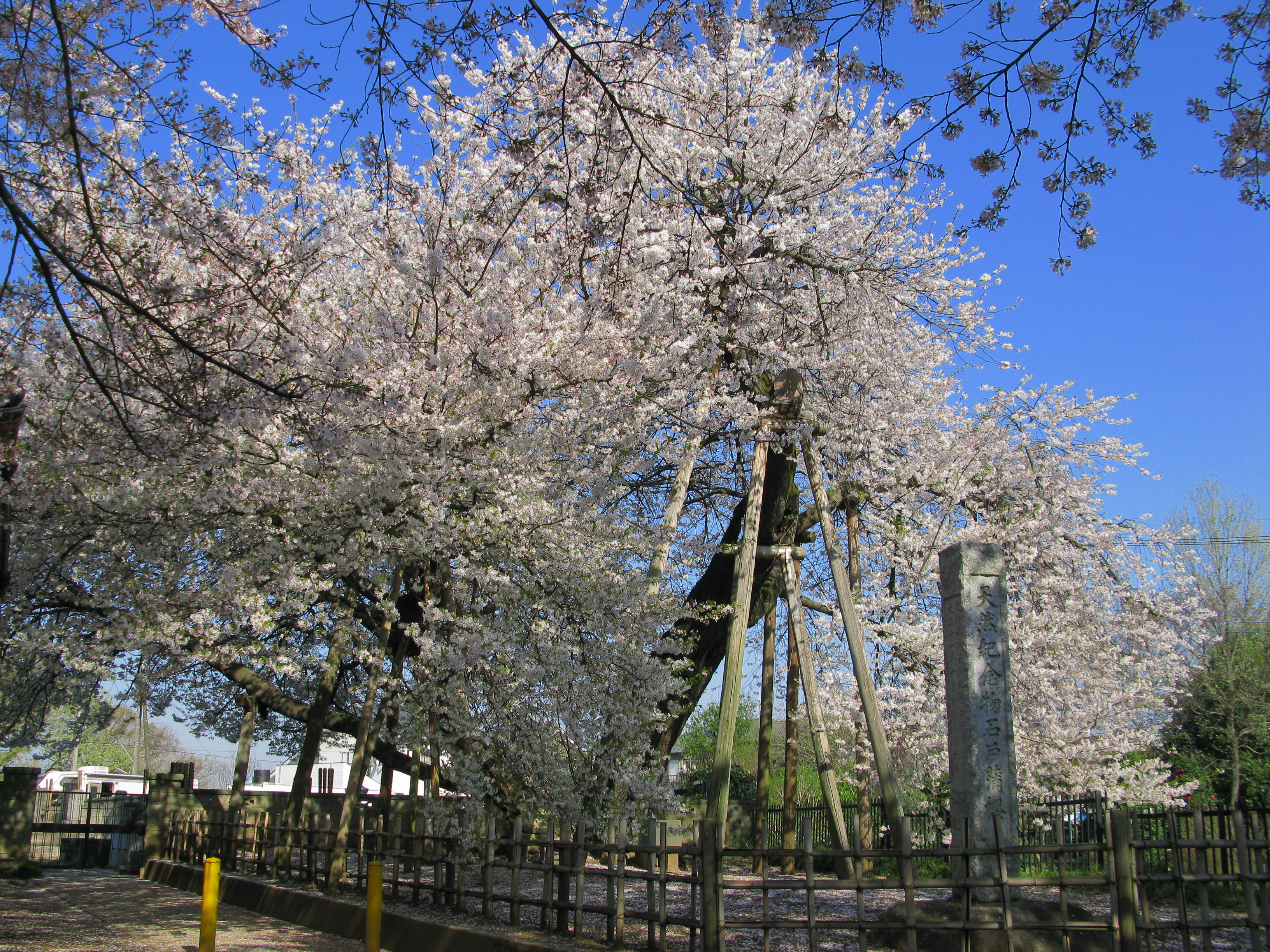
石戸蒲ザクラ

- 高尾宮岡の景観地 - 埼玉県の「緑のトラスト保全地」に指定
- デーノタメ遺跡
- 解脱会御霊地
- 真福寺（石戸両大師）
- 北本まつり
- 学校給食歴史館 - 日本で唯一とされる日本の学校給食に関する資料館[15]。公益財団法人埼玉県学校給食会が運営[16]。
- 北本天然温泉 - 楽市楽湯、湯楽の里

## 出身著名人
- 新井甫 - 海軍大佐、真珠湾攻撃時の空母『飛龍』の軍医長
- 石井堅治 - 農業事業者
- 石井博 - 言語学者・英文学者・詩人
- 伊藤敦基 - 元CBCテレビアナウンサー
- 大島敦 - 衆議院議員（立憲民主党所属）
- 岡野聖憲 - 解脱会会祖
- 遠山啓 - 数学者・晩年在住
- 小川亜希子 - フリーアナウンサー・気象予報士
- 熊谷ひろみ - 演歌歌手
- 小林清貞 - 独法学者
- 鈴木貫太郎 - 教育系YouTuber（数学）
- 塚越礼奈 - フリーアナウンサー
- 長島涼平 - ベーシスト（the telephones/フレンズ）
- 中町俊耶 - 車いすラグビー選手
- パーマ大佐 - お笑い芸人
- 樋口正修 - プロ野球選手
- 福井和美 - 四国放送アナウンサー
- 水落穂南 - 重量挙げ選手
- 吉川めいろ - 迷路クリエイター